# Сіра хвороба
«Сіра хвороба» (рос. «Серая болезнь») — радянський художній фільм 1966 року, знятий на Кіностудії ім. М. Горького.

## Сюжет
Епіграфом до фільму послужили слова Антона Чехова: «Байдужість — це параліч душі, передчасна смерть». Лікарі Сперанський і Нікулін вивели бацилу байдужості. В ході експерименту Сперанський прищепив її собі — і став байдужим, егоїстичним, злим і неосвіченим.

## У ролях
- Ігор Владимиров — Вадим Олександрович Сперанський
- Володимир Сєдов — Микола Нікулін
- Ліліана Альошникова — Катя Синельникова
- Ніна Меньшикова — Женя
- Ніна Іванова — Олена
- Євген Тетерін — Віталій Смирнов, фокусник
- Зана Заноні — Елеонора Смирнова, дружина і асистентка фокусника
- Валентина Сперантова — актриса
- Іван Переверзєв — Барабанщиков
- Микола Сергєєв — Олександр Васильович Сперанський, батько Вадима
- Юрій Чекулаєв — директор Інституту
- Віра Алтайська — медсестра
- Валентина Ананьїна — медсестра
- Маргарита Жарова — тітка у РАГСі
- Лідія Корольова — дружина робочого
- Ольга Маркіна — жінка, в РАГСі
- Парасковія Постникова — Ганна Тимофіївна
- Надія Самсонова — продавець квітів
- Зоя Василькова — Таточка Галкіна
- Андрій Вейцлер — епізод
- Леонід Реутов — гість
- Іван Рижов — робочий
- Олександр Январьов — Мізін, лейтенант міліції
- К. Глазунова — епізод
- Сергій Борисов — друг батька
- Олександр Денисов — епізод
- Володимир Лебедєв  — друг батька
- А. Лосєв — епізод
- Семен Сафонов — співробітник інституту
- Григорій Сочевко — друг батька
- Павло Стрелін — професор в президії
- Андрій Бухаров — Саша
- Микола Толкачов — Арбузов

## Знімальна група
- Постановка:  Яків Сегель
- Автори сценарію: Андрій Вейцлер, Олександр Мішарін,  Яків Сегель
- Оператор: Інна Зараф'ян
- Художник: Сергій Серебреніков
- Композитор: Мечислав Вайнберг
- Текст романсу: М. Матусовський
- Звукооператор: Б. Корєшков
- Режисер: І. Ніколаєв
- Монтажер: Л. Родіонова
- Редактор: Н. Торчинська
- Костюми: Є. Александрова
- Грим: Т. Колосова